# Колядичи (Гродненская область)
Коля́дичи (бел. Каля́дзічы) — деревня в Волковысском районе на юго-западе Гродненской области Белоруссии. Входит в состав Красносельского сельсовета.

## География
Дороги в деревню ведут от трассы Волковыск—Щучин (съезд в поселке Юбилейный) или со стороны городского посёлка Красносельский.
Около деревни находится месторождение цементного мела, крупнейшее в Белоруссии. Разработка месторождения велась карьерным способом, в деревне находился одноимённый известковый завод. Сегодня отдых на карьерах запрещен ввиду опасности обрушения берегов.

## Этимология
Название происходит, вероятно, от западнославянского племени Коледичи (Колодичи). Отсюда же и схожий топоним Колодищи.

## История
До 2013 года входил в состав Волковысского сельсовета.

## Инфраструктура
В деревне имеется магазин. Ранее были клуб и школа.

## Достопримечательность
- Памятник землякам